# Lò Văn Giàng
 Lò Văn Giàng (sinh năm 1956) là một chính khách Việt Nam. Ông từng là Ủy viên Ban Chấp hành Trung ương Đảng Cộng sản Việt Nam khóa XI, Bí thư Tỉnh ủy Lai Châu khóa XII, nhiệm kỳ 2010–2015, Phó Trưởng ban Dân vận Trung ương (2015–2016).

## Lý lịch và học vấn
Lò Văn Giang sinh ngày 20 tháng 7 năm 1956, quê quán phường Na Lay, thị xã Mường Lay, tỉnh Điện Biên.
Ngày vào Đảng Cộng sản Việt Nam: 23/9/1983. Ngày chính thức:23/3/1985.
Kỷ luật: Không.
Trình độ được đào tạo:
- Giáo dục phổ thông: 10/10.
- Chuyên môn: Đại học Luật, ngành Luật kinh tế.
- Lý luận chính trị: Cao cấp.

## Sự nghiệp
Từ 11/1978 - 12/1980: Công nhân Xí nghiệp Xây dựng thị xã Lai Châu, tỉnh Lai Châu.
Từ 01/1981 - 12/1983: Học văn hóa Trường Bổ túc Công nông tỉnh Lai Châu.
Từ 01/1984 - 8/1984: Đội phó Đội Xây dựng, Xí nghiệp Cấp thoát nước thị xã Lai Châu, tỉnh Lai Châu.
Từ 9/1984 - 10/1987: Phó Giám đốc Xí nghiệp Cấp thoát nước thị xã Lai Châu, tỉnh Lai Châu. Học viên Trường Nguyễn Ái Quốc I - Hà Nội.
Từ 11/1987 - 4/1989: Ủy viên Ban Chấp hành, Ủy viên Ban Thường vụ Thị ủy, Trưởng ban Tổ chức Thị ủy Lai Châu, tỉnh Lai Châu.
Từ 5/1989 - 7/1993: Phó Bí thư Thị ủy Lai Châu, tỉnh Lai Châu.
Từ 8/1993 - 02/1996: Tỉnh ủy viên, Bí thư Thị ủy, Chủ tịch HĐND thị xã Lai Châu, tỉnh Lai Châu.
Từ 03/1996 - 4/1996: Tỉnh ủy viên, Phó Trưởng ban Tổ chức Tỉnh ủy Lai Châu.
Từ 5/1996 - 12/2003: Ủy viên Ban Thường vụ Tỉnh ủy, Chủ nhiệm Ủy ban kiểm tra Tỉnh ủy Lai Châu. Học Đại học Luật tại tỉnh Lai Châu.
Từ 01/2004 - 11/2005: Phó Bí thư Thường trực Tỉnh ủy lâm thời Lai Châu. Học Đại học Luật tại tỉnh Điện Biên.
Từ 12/2005 - 3/2006: Ủy viên Ban Chấp hành, Ủy viên Ban Thường vụ Tỉnh ủy, Phó Bí thư Thường trực Tỉnh ủy Lai Châu. Học Đại học Luật tại tỉnh Điện Biên.
Từ 4/2006 - 02/2010: Phó Bí thư Tỉnh ủy, Chủ tịch Ủy ban nhân dân tỉnh Lai Châu.
Từ 03/2010 - 5/2010: Bí thư Tỉnh ủy, Chủ tịch Ủy ban nhân dân tỉnh Lai Châu.
Tại Đại hội Đại biểu toàn quốc lần thứ XI của Đảng, Lò Văn Giàng được bầu là Uỷ viên chính thức Ban Chấp hành Trung ương Đảng Cộng sản Việt Nam khóa XI.
Ngày 24/9/2011, tại Đại hội đại biểu Đảng bộ tỉnh lần thứ XII, Lò Văn Giàng, Bí thư Tỉnh ủy khóa XI tái đắc cử chức vụ Bí thư Tỉnh ủy nhiệm kỳ 2010-2015.
Ngày 17/3/2015, theo Quyết định số 1703/QĐ-NSTƯ ngày 27/1/2015 của Bộ Chính trị, Lò Văn Giàng được điều động giữ chức Phó Trưởng Ban Dân vận Trung ương.

## Khen thưởng
- Huân chương Lao động hạng Ba
- 3 Bằng khen của Thủ tướng Chính phủ